# FIFA 15
FIFA 15 ist ein Fußballsimulations-Videospiel der Videospielserie FIFA, das von EA Canada entwickelt und von Electronic Arts veröffentlicht wurde. Es erschien am 23. September 2014 in Nordamerika, am 25. September in Kontinentaleuropa und am 26. September in Großbritannien und Irland für PlayStation 3, PlayStation 4, PlayStation Vita, Nintendo 3DS, Wii, Xbox One, Xbox 360 und Microsoft Windows.

## Beschreibung
FIFA 15 ist ein Fußball-Simulator bei dem man alleine oder mit mehreren Spielern (offline, bis zu 4 Spieler) gegeneinander bzw. gegen vom Computer gesteuerte Teams antreten kann. Neben Einzel Spielen ist es auch möglich im sogenannten Karrieremodus einen Verein aufzubauen und zu entwickeln. Es enthält 35 lizenzierte Ligen, über 600 Vereine, 16.500 Spieler und 42 lizenzierte Stadien. EA Sports unterschrieb einen Vertrag mit der englischen Premier League als offizieller Technologiepartner. Dadurch war es möglich, dass alle 20 Stadien der Premier League im Spiel enthalten sind. Nicht mehr verfügbar ist die brasilianische Liga, dafür kehrte die türkische Süper Lig zurück. Außerdem gibt es drei fiktionale Teams – adidas All-Star, Classic XI und World XI. Es gibt auch keinen DFB-Pokal und keine 3. Deutsche Liga.
Im Vergleich zu FIFA 14 wurde auch auf der PC-Version die bislang für Xbox One und PlayStation 4 vorbehaltene Ignite-Engine verwendet. Auch die Torhüter bekamen laut Entwicklern eine Generalüberholung und es wurden neue Funktionen für die Spielsuche und Match-Lobby implementiert.
Der „Ultimate“ Team-Modus enthält einige neue Features wie das Leihspieler-Feature. Dadurch können Benutzer Wunschspieler für eine limitierte Anzahl an Spielen leihen. Ebenfalls sind eine Reihe altbekannter Spielern neu dabei, dazu gehören Franz Beckenbauer, Roberto Carlos, Peter Schmeichel und Christo Stoitschkow.
Zu den neuen Torjubeln im Spiel gehören Luis Suárez’ „Kiss the wrist“-Routine, Zlatan Ibrahimović’ Schuss auf die Eckfahne und Cristiano Ronaldos Jubel nach seinem zweiten Tor gegen Schweden in der Qualifikation für die Weltmeisterschaft 2014, bei dem er beide Arme hochhebt und nach unten zeigt.
Auch neu ist das Dream-Squad-Tool: Mit dem Teamplanungstool können künftige Mannschaften auf der Grundlage des gesamten Spielerkatalogs geplant werden. Zu weiteren Neuerungen zählt der Modus Freundschaftsspiel-Saisons, wodurch sich Freunde in einer 1-gegen-1-Version des beliebten Saisons-Formats herausfordern und ihre Statistik nachverfolgen können.

## Rezeption
In Deutschland wurden mehr als eine Million Exemplare von FIFA 15 verkauft. Den Großteil der Verkäufe machten die Spielversionen für die PlayStation 3 und die PlayStation 4 aus. 2014 war FIFA 15 das meistverkaufte Spiel in Deutschland und belegte Rang 1 mit der PS4-Version und Rang 2 mit der PS3-Variante (ohne digitale Verkäufe). Weltweit wurde FIFA 15 mehr als 12,5 Millionen Mal verkauft (Stand 6. Mai 2015).
FIFA 15 erhielt weitgehend positive Kritiken von der Presse auf Metacritic und ist mit einer Wertung von 82 Punkten, basierend auf 47 Kritiken, bewertet. Die Bewertung der Nutzer dagegen beläuft sich auf 5,7 von 10 möglichen Punkten.

„Wie würde der große Philosoph O. Kahn sagen: Fifa entwickelt sich weiter, immer weiter. Die neue Engine schlägt ein wie ein Volleyschuss in den Winkel, nie zuvor in der Seriengeschichte lief das Rasenschach so geschmeidig, wirkte das Platzgeschehen so lebendig, fühlte sich die Ball- und Körperphysik so gut und richtig an wie in Fifa 15. Natürlich sind all das Detailänderungen, aber eben sinnvolle und vor allem spürbare - schön zu sehen, dass Fifa auf dem PC nicht in Stagnation verfällt.“

„FIFA 15 ist ein sehr gutes Spiel, dürfte jeden Fußballfan zufriedenstellen und hat gleichzeitig auch die Messlatte für den Konkurrenten Pro Evolution Soccer ziemlich hoch gelegt.“

### Auszeichnungen
- DICE Awards 2015[15]
  - Sportspiel des Jahres